# Thymus enicensis
Thymus enicensis là một loài thực vật có hoa trong họ Hoa môi. Loài này được Blanca & al. miêu tả khoa học đầu tiên năm 1993.